# Symploce transita
Symploce transita är en kackerlacksart som beskrevs av Bei-Bienko 1964. Symploce transita ingår i släktet Symploce och familjen småkackerlackor.
Artens utbredningsområde är Guinea. Inga underarter finns listade i Catalogue of Life.